# Ецзи
Ецзи́ (кит. упр. 叶集, пиньинь Yèjí) — район городского подчинения городского округа Луань провинции Аньхой (КНР).

## История
Изначально эти земли входили в состав уезда Хоцю. В 1993 году был образован посёлок Ецзи. С 1999 года на основе посёлка Ецзи был создан экспериментальный район для проведения комплексных реформ, подчинённый напрямую властям округа Луань. В 2000 году округ Луань был преобразован в городской округ Луань.
Постановлением Госсовета КНР от 31 октября 2015 года на основе посёлков Ецзи, Саньюань и волости Суньган уезда Хоцю был образован отдельный район Ецзи городского округа Луань. В августе 2016 года в состав района из состава уезда Хоцю были дополнительно переданы посёлки Яоли и Хунцзи.

## Административное деление
Район делится на 4 посёлка и 1 волость.